# Юзеф Яблоновський (посол)
Юзеф Станіслав Костка Яблоновський, герба Прус ІІІ (14 грудня 1827, Довге — 9 листопада 1904, Загвіздя, Станиславівський повіт) — землевласник, консервативний політик і посол Галицького крайового сейму та Австрійської державної ради.

## Життєпис
Великий землевласник (поміщик), власник маєтків Пациків і Загвіздя у Станиславівському повіті. Депутат і голова окружної ради в Богородчанах (1867—1870), член (1867—1876) і голова (1870—1874) окружної ради в Станиславові, у 1867 р. також був членом окружного виділу (1867 р.). . Член-засновник (3 липня 1845 р.) і діяч Галицького господарського товариства, член його комітету (20 червня 1873 р. — 24 червня 1874 р.).
Консервативний політик. Посол до Галицького крайового сейму 2-ї каденції (1867–1870), обраний у 1-й курії Станиславова Станиславівського виборчого округу. Посол до Австрійської державної ради 2-го терміну (22 жовтня 1868 — 15 вересня 1869 та 11 грудня 1869 — 31 березня 1870), обраний сеймом у курії I (великі власники). В австрійському парламенті входив до консервативної фракції Польського кола.
Помер у своєму маєтку в Загвізді, похований у місцевій церкві[джерело?].

### Сім'я
Він народився в заможній родині, син землевласника та офіцера, члена Галицького станового сейму Яна Дукляна та Маріанни, уродженої Корвін-Красинської. З 1855 р. одружений з Вандою Теодорою, уродженою Дунін-Борковською, з якою мав двох синів: Станіслава Вільгельма (1856—1943) і Юліуша (1860—1891) і двох доньок: Марію (нар. 1857) і Ольгу (1871—1929), дружину Мечислава Брикчинського (1865—1913). Його шваґром був Мечислав Дунін-Борковський.